# Peradectidae
De Peradectidae zijn een familie van uitgestorven buideldierachtigen. De soorten leefden van Vroeg-Paleoceen tot het Vroeg-Mioceen.
De familie Peradectidae omvat boombewonende en klimmende soorten die van het Vroeg-Paleoceen tot Vroeg-Mioceen in Noord-Amerika leefden en tevens bekend zijn uit het Paleoceen van Zuid-Amerika en het Eoceen van Europa (onder meer Grube Messel). Het naamgevende geslacht Peradectes had een groot verspreidingsgebied. 
Op basis van fossiel materiaal wees analyse van de verwantschap van de familie met de andere buideldieren in 2009 er op dat de Peradectidae de zustergroep van de hedendaagse opossums zijn. Latere onderzoeken kwamen echter tot de conclusie dat de Peradectidae een van de vele aftakkingen van de ontwikkelingslijn richting de echte buideldieren binnen de Marsupialiformes zijn.